# Tejina Senpai
Tejina Senpai (手品先輩, litt. « L'Aînée aux tours de passe-passe ») est une série de manga écrite et dessinée par Azu. Il s'agit d'un manga comique dont l'histoire tourne autour d'un club de prestidigitation et de sa présidente aux tours de passe-passe saugrenus. La série est aussi appelée en anglais Magical Sempai (litt. « La Senpai magique »).
Le manga est prépubliée dans le magazine Weekly Young Magazine de Kōdansha entre février 2016 et février 2021. Une adaptation en une série télévisée d'animation par le studio Liden Films est diffusée pour la première fois entre le 2 juillet et le 17 septembre 2019 au Japon.

## Intrigue
Un jeune homme venant d'être admis au lycée Tanenashi (種無高校, Tanenashi kōkō) est à la recherche d'un club. Il tombe par hasard sur le club de magie (奇術部, Kijutsu-bu, litt. « club de prestidigitation ») qui est sur le point d'être dissous car étant composé d'un seul membre. Il rencontre à l'intérieur la mignonne mais un peu étrange présidente du club qui s'entraînait à ses tours de passe-passe ; c'est à partir de ce moment là qu'il se retrouve impliqué dans les tentatives infructueuses de magie de son aînée et doit l'assister.

## Personnages
Tejina Senpai (手品先輩)
Voix japonaise : Kaede Hondo,
Personnage au rôle-titre de la série, elle est une lycéenne de 3e année qui se veut prestidigitatrice, mais elle n'est pas bonne à cela. Elle a rapidement le trac, et devient très embarrassée et maladroite, gâchant souvent ses tours de magie. Elle est la seule membre du club de magie du lycée avant l'arrivée de l'Assistant.
Assistant (助手, Joshu)
Voix japonaise : Aoi Ichikawa (ja),
Un lycéen qui se retrouve impliqué avec son aînée du club de magie et recruté comme assistant. Il a une coupe au bol.
Grande sœur (お姉ちゃん先生, Onē-chan sensei)
Voix japonaise : Himika Akaneya (ja),
La sœur de Senpai est une enseignante du lycée. Elle accepte d'être la conseillère du club de magie. Elle est aussi un peu tête en l'air et aime habiller Senpai pour faire du cosplay. Il est révélé plus tard qu'elle est mariée.
Saki (咲)
Voix japonaise : Eri Kitamura,
Saki est une élève de 3e année transférée aux longs cheveux ondulés. Elle est responsable du club de spectacle de rue (大道芸部, daidōgei-bu) et a l'intention de prendre le contrôle du club de magie. Elle est obsédée par son petit frère, Ma-kun. Elle peut faire des animaux en ballon, mais ses performances sont aussi maladroites et douteuses que celles de Senpai. Après avoir perdu face à Senpai en comparant la taille de leur poitrine, Ma-kun et elle ont rejoint le club de magie. Senpai et elle ne sont pas de bons élèves sur le plan scolaire.
Masashi (正志)
Voix japonaise : Daisuke Namikawa,
Masashi est le petit frère obèse de Saki qu'elle surnomme « Ma-kun » (まーくん). Il est tout aussi réfléchi que l'Assistant. Saki et lui ont rejoint le club de magie. Il fut un temps où il était maigre et beau.
Madara (斑)
Voix japonaise : Rie Takahashi,
Madara est une lycéenne de 2e année et présidente du club de chimie (化学部, Kagaku-bu). Elle a laissé l'Assistante rejoindre son club lorsque le club de magie n'avait pas suffisamment de membres. Elle a de longs cheveux noirs et porte des lunettes. Elle est capable de faire quelques tours en utilisant des techniques scientifiques mais elle est agacée par les singeries de Senpai.

## Productions et supports

### Manga
Tejina Senpai (手品先輩) est écrite et dessinée par Azu. Deux premiers one-shot sont publiés dans les 9e et 10e numéros de 2015 dont Azu avait été crédité sous le nom Azu Amanatsu (甘夏アズ, Amanatsu Azu),. La série est officiellement lancée dans le 13e numéro de 2016 du magazine de prépublication de seinen manga Weekly Young Magazine, sorti le 29 février 2016. Le dernier chapitre est officiellement publiée dans le 10e numéro de 2021 du magazine, paru le 1er février 2021,. Les chapitres sont rassemblés et édités dans le format tankōbon par Kōdansha avec le premier volume publié en août 2016 ; la série est composée au total de huit volumes tankōbon.
À partir du 43e numéro de 2017, la série a connu une publication bihebdomadaire en raison de la mauvaise santé de l'auteur, elle est par la suite interrompue en octobre 2017 pour élever son enfant, mais elle est revenue en août 2018,. La série était à nouveau en pause de mi-avril à juin 2019 pour « stabiliser la publication » et « d'organiser également l'environnement de travail [d'Azu] afin de préparer l'adaptation imminente du manga en anime »,.
En Amérique du Nord, le manga est publié numériquement par la maison d'édition Kodansha Comics depuis septembre 2017 sous le titre Magical Sempai.
Dessinée par Shotan, Isekai Senpai: Tejina Senpai wa kono sekai de mo ponkotsu na yō desu (異世界先輩 -手品先輩はこの世界でもポンコツなようです-) est une série dérivée publiée dans le magazine mensuel Manga 4-koma Palette d'Ichijinsha. Elle est lancée dans le numéro de janvier 2020, paru le 22 novembre 2019, jusqu'à son interruption dans le numéro de mai 2020 sorti le 22 mars 2020.

#### Liste des volumes
| no | Japonais         | Japonais          |
| no | Date de sortie   | ISBN              |
| -- | ---------------- | ----------------- |
| 1  | 5 août 2016      | 978-4-06-382835-1 |
| 2  | 6 décembre 2016  | 978-4-06-382888-7 |
| 3  | 6 avril 2017     | 978-4-06-382955-6 |
| 4  | 6 septembre 2017 | 978-4-06-510144-5 |
| 5  | 6 novembre 2018  | 978-4-06-513559-4 |
| 6  | 6 septembre 2019 | 978-4-06-516993-3 |
| 7  | 6 juillet 2020   | 978-4-06-520194-7 |
| 8  | 5 mars 2021      | 978-4-06-522586-8 |

### Anime
Une adaptation en une série télévisée d'animation a été révélée en novembre 2018 dans le 49e numéro du Young Magazine,. Celle-ci est réalisée par Fumiaki Usui au sein du studio d'animation Liden Films avec des scripts de Rintarou Ikeda, des character designs fournis par Eriko Itō et une bande originale composée par Takeshi Hama,. La série est diffusée pour la première fois au Japon entre le 2 juillet et le 17 septembre 2019 sur Tokyo MX, et un peu plus tard sur BS4, MBS et AT-X,. Une projection en avant-première des trois premiers épisodes aura lieu le 29 juin 2019 à Tokyo. La série est composée de 12 épisodes d'une quinzaine de minutes livrés dans un seul coffret Blu-ray,. Crunchyroll détient les droits de diffusion en streaming de l'anime dans le monde entier, excepté en Asie, sous le titre anglais Magical Sempai,.
La chanson de l'opening de la série, intitulée FANTASTIC ILLUSION (litt. « Illusion fantastique »), est interprétée par le groupe i☆Ris, tandis que celle de l'ending, intitulée Dame wa dame (ダメハダメ, litt. « Non, c'est non »), est interprétée par Minori Suzuki.

#### Liste des épisodes
| No | Titre français | Titre japonais                                                                           | Titre japonais                                                                                   | Date de 1re diffusion |
| No | Titre français | Kanji                                                                                    | Rōmaji                                                                                           | Date de 1re diffusion |
| -- | --- | ---------------------------------------------------------------------------------------- | ------------------------------------------------------------------------------------------------ | --------------------- |
| 1  | Une Étrange Présidente / La Présidente est dans la boite / Convoqué par la Présidente / La Présidente et son pigeon                                         | 「未知の先輩」／「箱入り先輩」／「呼び出す先輩」／「ハトと先輩」                         | Michi no senpai / Hakoiri senpai / Yobidasu senpai / Hato to senpai                              | 2 juillet 2019        |
| 2  | La Présidente se plie / La Présidente ne comprend pas / La Présidente rejette la faute / La vielle nulle en magie / La Présidente est sérieuse              | 「曲げる先輩」／「非貫通先輩」／「責任転嫁先輩」／「へタクソ手品おばさん」／「本気先輩」 | Mageru senpai / Hi kantsū senpai / Sekininten'yome senpai / Etakuso tejina obasan / Honki senpai | 9 juillet 2019        |
| 3  | La Présidente n'as pas envie / La Présidente est imprévisible / La Présidente contre son trac / La Présidente en kimono / La Présidente en extérieur        | 「いやがる先輩」／「抜き打ち先輩」／「克服先輩」／「和装先輩」／「校外先輩」             | Iyagaru senpai / Nukiuchi senpai / Kokufuku senpai / Wasō senpai / Kōgai senpai                  | 16 juillet 2019       |
| 4  | La Présidente fait la fête / La Présidente recrute / Deux pigeons et la Présidente / Achever la Présidente / La Présidente du club de magie                 | 「祝う先輩」／「スカウト先輩」／「ハトとハトと先輩」／「仕留める先輩」／「奇術部先輩」   | Iwau senpai / Sukauto senpai / Hato to hato to senpai / Shitomeru senpai / Kijutsu-bu senpai     | 23 juillet 2019       |
| 5  | La Présidente et les Visiteurs / La Présidente est un oignon / La Présidente du club de chimie / La Présidente inattendue / L'Invitation de la Présidente   | 「見学者と先輩」／「タマネギ先輩」／「化学先輩」／「想定外先輩」／「招く先輩」           | Kengaku-sha to senpai / Tamanegi senpai / Kagaku senpai / Sōteigai senpai / Maneku senpai        | 30 juillet 2019       |
| 6  | La Nouvelle Inconnue / La Culotte de la bimbo / La Présidente clôt le débat / La Présidente est louche                                                      | 「知らない先輩」／「ギャルパン先輩」／「はかる先輩」／「胡散臭い先輩」                   | Shiranai senpai / Gyaru Pan senpai / Hakaru senpai / Usankusai senpai                            | 6 août 2019           |
| 7  | La Présidente fait des gâteaux / La Collecte de fonds de la Présidente / La Présidente à la piscine / La Présidente surmonte son trac                       | 「作る先輩」/「カンパ先輩」/「プール先輩」/「乗り越える先輩」                            | Tsukuru senpai / Kanpa senpai / Pūru senpai / Norikoeru senpai                                   | 13 août 2019          |
| 8  | La Présidente et la Magie chinoise / La Présidente mentaliste / La Présidente et les Mandarines / La Présidente sur Internet / La Présidente assure le show | 「中華先輩」/「メンタリスト先輩」/「ミカン先輩」 /「ネット先輩」/「デリバリー先輩」      | Chūka senpai / Mentarisuto senpai / Mikan senpai / Netto senpai / Deribarī senpai'               | 20 août 2019          |
| 9  | Les Préjugés de la Présidente / La Présidente aux rattrapages / La Présidente et les Glaces / La Présidente et le Maillot de bain                           | 「偏見先輩」/「追試先輩」/「アイス先輩」 /「水着先輩」                                   | Henken senpai / Tsuishi senpai / Aisu senpai / Mizugi senpai                                     | 27 août 2019          |
| 10 | La Présidente à la mer / Madara et le Crabe / La Présidente et la Pastèque / La Présidente et le Feu d'artifice                                             | 「海と先輩」/「カニ先輩」/「スイカ先輩」 /「花火先輩」                                   | Umi to senpai / Kani senpai / Suika senpai / Hanabi senpai                                       | 3 septembre 2019      |
| 11 | La Présidente et les Quatre balles / Saki la ventriloque / Prendre la Présidente en filature                                                                | 「四つ玉先輩」/「腹話術先輩」/「尾行先輩」                                               | Yottsu-dama senpai / Fukuwajutsu senpai / Bikō senpai                                            | 10 septembre 2019     |
| 12 | La Présidente gonfle / La Présidente ne ratera pas / La Présidente ne perdra pas / La Présidente est silencieuse / La Présidente en bunny girl              | 「はやす先輩」/「失敗しない先輩」/「負けない先輩」/「サイレント先輩」/「バニー先輩」     | Hayasu senpai / Shippai shinai senpai / Makenai senpai / Sairento senpai / Banī senpai           | 17 septembre 2019     |

### Œuvres
Édition japonaise
1. 1 2  (ja) « 手品先輩（１） », sur Kōdansha
2. 1 2  (ja) « 手品先輩（２） », sur Kōdansha
3. 1 2  (ja) « 手品先輩（３） », sur Kōdansha
4. 1 2  (ja) « 手品先輩（４） », sur Kōdansha
5. 1 2  (ja) « 手品先輩（５） », sur Kōdansha
6. 1 2  (ja) « 手品先輩（６） », sur Kōdansha
7. 1 2  (ja) « 手品先輩（７） », sur Kōdansha
8. 1 2  (ja) « 手品先輩（８） », sur Kōdansha